# وليام كات
وليام كات (بالإنجليزية: William Katt)‏ (و. 1951  م) هو مؤدي أصوات، وممثل هزلي، وممثل تلفزي، وممثل أفلام أمريكي، ولد في لوس أنجلوس.

## التعليم
تعلم في Orange Coast College ‏.

## وصلات خارجية
- وليام كات على موقع IMDb (الإنجليزية)
- وليام كات على موقع ألو سيني (الفرنسية)
- وليام كات على موقع ميوزك برينز (الإنجليزية)
- وليام كات على موقع أول موفي (الإنجليزية)
- وليام كات على موقع قاعدة بيانات الأفلام السويدية (السويدية)
- وليام كات على موقع إن إن دي بي (الإنجليزية)
- وليام كات على موقع قاعدة بيانات الفيلم (الإنجليزية)
- وليام كات على موقع كينوبويسك (الروسية)